# Bazouges-sur-le-Loir
Bazouges-sur-le-Loir är en kommun i departementet Sarthe i regionen Pays de la Loire i nordvästra Frankrike. Kommunen ligger i kantonen La Flèche som tillhör arrondissementet La Flèche. År 2018 hade Bazouges-sur-le-Loir 1 232 invånare.

## Befolkningsutveckling
Antalet invånare i kommunen Bazouges-sur-le-Loir
| Referens: INSEE |